# 現代用語の基礎体力
『現代用語の基礎体力』（げんだいようごのきそたいりょく）は、1989年4月から1990年3月まで読売テレビで深夜に放送されていたバラエティ番組である。升毅、牧野エミ、立原啓裕による演劇ユニット「売名行為」のメンバーを軸に、「劇団そとばこまち」から槍魔栗三助（現在は生瀬勝久）、みやなおこ、「劇団☆新感線」から古田新太、羽野晶紀らが参加していた。
出演者らによる様々なコントを詰め込んだ内容で、立原と牧野の「専門家に聞く」、古田新太の「ものローグ」、および後半の升、槍魔栗、羽野の「名探偵鼻血小五郎」といったコントがメインで、その合間にも各出演者によるコントを盛り込んでいた。なお、各コントにはそれぞれ小題が付く。「専門家に聞く」「ものローグ」は分かりやすくするために便宜的に付けた名称であり、これらも各回毎に異なる小題が付く。

## 主なコーナー

### 専門家に聞く
毎回何らかのキーワード（現代用語）が牧野エミ扮する司会者により示され、それに沿って立原啓裕がまずありえない架空の仕事、学界、業界、その筋の専門家たるゲストとして番組に招待され、牧野および視聴者に対してその仕事、学会、業界、その筋における専門用語や現象、症状などを、もっぱらフリップを用いて（『ニュースステーション』のパロディ）解説する、というよりもむしろ煙に巻く内容のコントで、槍魔栗三助が『週刊テレビ広辞苑』で演じていた現代の匠シリーズの出演者を交代させ、演出も若干変えて再登場させたもの。
立原がすさまじい格好とど派手なメイクで「その道」の専門家を演じていたが、解説のオチは大概ダジャレだった。その内容は事前に司会者（牧野）には知らされていなかったようで、ウケた場合は素に戻って笑い、反面ボケが足りない場合は鋭くツッコみ、それを受けたゲスト（立原）がまたアドリブでこれに応えた（もっとも窮したときには「では次行きましょう」で誤魔化した）。その時点で楽屋レベルの話題（新野新に対する立原の評価など）が飛び出すことがしばしばあった。
一度の放送中に3、4編に分割されて流されるのも特徴で、このコーナーが主軸となり合間に「ものローグ」やら「鼻血小五郎」、その他コントが入る構成になっている。なお、立原と牧野はこのコントにのみ出演し、他のコントには顔を出さない。他のメンバーもこのコーナーだけには出演せず、牧野と立原のみで進行される。
上述したように「専門家に聞く」は便宜上付けた名称で、冒頭牧野により示されたキーワードが実際のタイトルとなっている（したがって毎回変わる）。
このコントのスタイルは、さらに後年に日本テレビ系全国ネットで放送された山口放送製作の『三宅裕司のワークパラダイス』で生瀬が架空の職業を演じるトークコーナーや、NHKの『サラリーマンNEO』中の1コーナー「会社の王国」などへと発展していく。

### クイズマン!!
前半期の１コーナー。古田新太がナチスのゲシュタポの出で立ちで、「クイズマン!!」と謳ってコーナーがスタートする。内容は町ゆく人に無理やりクイズを吹っ掛け、正解すれば「1万円」を進呈するというもの。出没地域は読売テレビ旧社屋近辺の大阪・南森町や扇町公園が多かった。また、夏休み中には数週間にわたってクイズマン!! in 神戸・須磨海岸での収録が放送された。
内容は非常に悪戯心あるもので、例えば予備校に通う途中の男子予備校生に、クイズに正解すると1万円が貰えると無理やり引止めてとある公園に連れていき、物陰から「公園内のベンチに座る女性2人の下着の色は何色？」と3択で出題し、その答えを「回答者自身が直接確認を行う」という意表を突いたクイズ形式であった。制限時間は5分で、回答者にはリンゴ型のキッチンタイマーが渡され、時間内に回答を聞き出しかつ正解していれば賞金進呈という条件で進行されていた。出題には「外国人に水虫は英語で何というか？英語で回答を聞き出してこい」や、「女性の水着のハイレグの角度は何センチか？測ってこい」という犯罪行為に抵触する可能性がある際どいものまでもあった。回答者が正解を確認しに行っている様子をモニターで見ながらゲシュタポ新太は、「あいつはバカです！」「恥ずかしい野郎です！」などと小声で罵声や嘲笑を浴びせていた。しかし、無理な内容にもかかわらず挑戦する回答者が多い上、正解率も比較的高く、須磨海岸では5人挑戦した中で3人が賞金を得る結果となっていた。また、正解者に古田が直接賞金を渡すところも放映され、着色なき内容がしっかり担保されていた。また特異な例としては、正解を聞きに行くふりをして回答者が途中で逃げ出し、りんごのタイマーだけが車道のど真ん中に置き去りにされていたような場面も着色なく放送されていた。回を重ねるにつれて、企画自体が社会に浸透し、声をかける人々から「これ知ってる！」、「これ見たことある！」などの反応が寄せられ、意気揚々とする参加者も多く見受けられた。

### 古田新太のものローグ
下半期に登場した「クイズマン」に代替するコーナー。古田新太が被り物などで「もの」になりすまし、その「もの」の胸中を独白する。なりすました「もの」は大阪・谷町筋、中津駅、階段の踊り場、アダルトビデオのモザイク、やかん、横山ホットブラザーズのエレキギター（レスポール）などで、これらの「もの」がそのままこのコントの小題となる。「やかん」では「ケトルちゃん」に対する妬みをくどくどと、エレキギターでは、「俺かてロックやりたいねん」「ノコギリを出してくるな!お〜ま〜え〜はあ〜ほ〜かぁ〜?われじゃ!」などとぼやいていた。

### 名探偵鼻血小五郎
怪人に誘拐された薄幸の美少女あきを、名探偵鼻血小五郎が救出するコントで、連続劇の形を取っている。小五郎やあきと怪人のやりとりや、あきのボケぶり、怪人の異様なまでに高ぶったテンションが見もの。
話の筋はほぼ毎回、「あきが替え歌を歌いながら登場」→「怪人出現」→「あき誘拐される」→「全く無関係の映像」→「オープニング」→「怪人のアジト」→「怪人があきを拷問？にかける」→「小五郎登場」→「小五郎が怪人を退治」→「エンディングおよび解放されたあきと惨めな怪人の対比」のワンパターンであるが、各話にはそれぞれタイトルが付き、そのタイトルと怪人があきを陥れる罠や、その後に行う拷問の内容がリンクしている。
事件解決後の鼻血小五郎のセリフは「よかった、全然よかった」であり、美少女あきの壊れっぷりをさらに演出している。
オープニングには川下大洋による、
「名探偵、鼻血小五郎。彼の回りでは、取り憑かれたように猟奇的な事件が次々と発生する。そのなぞに満ちた犯罪を究明し解決すること。すなわちそれが、神が彼に与え給うた宿命なのである」
というナレーションが入る。脚本は当時まだ駆け出しだった放送作家の倉本美津留。倉本美津留はこのコーナーだけでもDVD化したいと、自身のインターネットラジオ『倉本美津留のインターネットかるら』で語った。
鼻血小五郎：升毅
怪人に囚われ、拷問にかけられたあきの「鼻血のをじさん、たすけて〜」の呼び声で怪人のアジトにかけつけ、登場当初には必ず「名探偵、鼻血小五郎参上」の名乗りをあげる。あきのことを「お嬢さん」と呼ぶ。いつも三つ揃えのスーツ姿で、懐には常に短銃を隠し持っている。
ありがちだが、主人公でありながら、登場人物3人の中では一番影が薄い。放送終結直前に、事もあろうにその「お嬢さん」に自らの銃で撃たれて死亡。最終回にてサイボーグ化されて「メカ 鼻血小五郎」として蘇るが、あきは怪人のことを忘れて見境なく攻撃する。
薄幸の美少女あき：羽野晶紀
いわゆる海老茶式部（明治から戦前の女学生）の格好をしており、毎回必ずコーナー冒頭にシャレにならない童謡などの替え歌
- おお牧場はみどり → ♪おお五月はみどり…木内みどり、海老名みどり、萩尾みどり、畠山みどり…緑魔子はどこいってん、ヘイ！
- おもちゃのチャチャチャ → お餅で逝っちゃった…

などを唄って登場する。その後、怪人の仕掛けた幼児でもまず騙されないだろう罠に陥り、怪人に誘拐される。小五郎を「鼻血のをじさん」、怪人を「怪人さん」と呼ぶ。劇中では小五郎や怪人以上に派手に動き回っており、とても薄幸には見えない。
怪人：槍魔栗三助
毎回決まって「ウヒョヒョヒョヒョヒョ」の笑い声とともに登場。黒いシルクハットに黒マントの装束で、サルバドール・ダリのような口ひげを蓄えており、自らを「おいちゃん」と名乗り、あきを「小娘」「わらべ」などと呼ぶ。
なぜか執拗にあきをつけ狙い、毎回しょぼい罠を仕掛けるも、不思議なことに毎回誘拐には成功する。その後に決まってアジト（毎回同じ地下室、おそらくは予算の関係から）に連れ込み、あきを笑わせたり、好物を目前におきわざとじらす、といった拷問にかけるが、けっきょく小五郎のしょーもない戦術に引っかかってあきを救出された上に、最後は必ず小五郎の短銃で撃たれる。実は怪人はあきの父親で、親子の名乗りを上げたいがために毎回誘拐を繰り返していたのであった。

### ミッドナイト尋ね人
番組スポンサーである情報センターが発行していたアルバイト情報誌『ジェイワン』の、槍魔栗と羽野によるパロディCMを番組CM枠で流していた。当時実際に放送されていたCMをパロディにしながら、その一方でちゃんと広告もするという珍しいものであった。内容は、羽野が行方不明になったジェイワン・レッド（『ジェイワン』は発行された曜日により色が異なり、レッドは月曜日版であった）に対して戻ってこいと呼びかけるものだった。

## 出演者
- 升毅（売名行為）
- 牧野エミ（売名行為）
- 立原啓裕（売名行為）
- 槍魔栗三助（劇団そとばこまち）
- みやなおこ（劇団そとばこまち）
- 古田新太（劇団☆新感線）
- 竹田団吾（劇団☆新感線）
- 羽野晶紀（劇団☆新感線）

## スタッフ
- ディレクター：落合秀昭（東通企画）
- 構成：東野博昭、倉本美津留、増山実、伊東桂子、藤田昌幸、川下大洋、杉本剛
- 技術：田中茂高、北条吉彦、中尾統一、西井信夫、岸田功、宮内良一、黒田昌男
- 美術：綿谷登
- 照明：吉田勝、浜野眞治
- 音声：松尾昌之、高添優
- 音効：久保秀夫、中村康治
- 技術協力：タクビデオ
- 編集：メディアプラザ
- 衣装協力：サンロワール、Takeo
- 協力：リコモーション
- 制作協力：東通企画
- プロデューサー・ディレクター：竹内伸治
- チーフプロデューサー：岡島英次
- 制作著作：よみうりテレビ

## 関連事項
- 番組タイトルは『現代用語の基礎知識』をもじったものである。ほぼ同一の出演者による前の番組が『週刊テレビ広辞苑』であり、その流れから採用。そして、本番組の後を受けたのが『ムイミダス』である。
- 番組冒頭に流れるテーマソングは、Kiss feat. Tom Jones / Art of Noise で、元々は映画『花嫁はエイリアン』（原題：My stepmother Is an alien）で使われていたものである。
- ロケはすべて読売テレビ本社周辺で行われていた。一例を挙げると、鼻血小五郎であきが怪人に誘拐されるシーンはいつも大阪城公園であった。また、随所に大阪環状線や、当時まだ建設中だった大阪ビジネスパークが顔を出すなど、低予算ぶりが目立った。
- 予算回収案としてか、関東圏の独立UHF局に売り込みを行い、1990年にはテレビ埼玉などで放送された。これが成功し、後の『ムイミダス』や『未確認飛行ぶっとい』の関東圏放送のきっかけとなった。

## DVD
2008年1月25日、本番組の再編集DVD『現代用語の基礎体力 其の壱』『現代用語の基礎体力 其の弐』（各90分）がジェネオンエンタテインメントより発売された。
また、同作品を元にした新作DVD『現代用語のムイミダス ぶっとい広辞苑 其の壱』『現代用語のムイミダス ぶっとい広辞苑 其の弐』、以上2枚に特典DVD1枚をセットした『現代用語のムイミダス ぶっとい広辞苑 DVD-BOX』が2008年4月23日に発売された。

### 特別番組
読売テレビ『Y.A.P.P.Y.』枠で、上記DVD告知を兼ねた特別番組が放送された。
- 現代用語の基礎体力 (1) （2008年2月16日（土） 24:50 - 26:15（85分））
- 現代用語の基礎体力 (2) （2008年3月1日（土） 25:15 - 26:40（85分））
- 現代用語のムイミダス ぶっとい広辞苑（2008年3月8日（土） 24:50 - 26:15（85分）、2008年3月15日（土） 24:50 - 26:15（85分））